# Famous Birthdays
Famous Birthdays es un sitio web estadounidense con sede en Los Ángeles, California que se dedica a catalogar los cumpleaños de personajes famosos y recopilar otros datos sobre ellos.
Fundada en 2012 por Evan Britton, quien desde entonces ha descrito el sitio web como «la Wikipedia para la generación Z», Famous Birthdays se centró originalmente en celebridades tradicionales de cine y televisión y personajes históricos, pero desde entonces, ha ampliado su contenido para incluir también celebridades populares en internet. En enero de 2018, tenía más de 150.000 páginas de personas y un promedio de 18 millones de usuarios únicos que visitaban cada mes.